# 浮島インターチェンジ (北海道)
浮島インターチェンジ（うきしまインターチェンジ）は北海道上川郡上川町字上越（かみこし）にある旭川紋別自動車道のインターチェンジ (IC)。
浮島の名称は、紋別郡滝上町との境界付近に位置する浮島湿原（湿原内の池に多数の浮島がある）に由来する。
遠軽方面の出口ランプは、急斜面直下にあるため覆道となっている。また、ランプから国道273号までの接続道路は留辺志部川、国道273号、石北本線の3つを跨ぐ橋梁となっている。

## 歴史
- 2002年（平成14年）3月30日：旭川紋別自動車道初の供用区間として、浮島IC - 白滝IC間（上越白滝道路）が開通[2]。
- 2008年（平成20年）8月30日：浮島IC - 白滝IC間（上越白滝道路）に奥白滝ICが設置され、供用開始[3]。
- 2010年（平成22年）3月28日：上川層雲峡IC - 浮島IC間（上川上越道路）の接続で上川天幕出入口が閉鎖[4]。

## 周辺
- 上越信号場（JR北海道・石北本線 旧上越駅）

## 接続する道路
- 直接接続
  - 国道273号

- 間接接続
  - 国道333号
    - 北見峠

## 隣
E39 旭川紋別自動車道（上川上越道路 / 上越白滝道路）
(3) 上川層雲峡IC - (4) 浮島IC - (5) 奥白滝IC/白滝PA